# SdKfz 2
SdKfz 2（德語：Sonderkraftfahrzeug 2，第2号特种车辆）是纳粹德国于第二次世界大战期间运用的一款半履带摩托车，由纳苏汽车公司设计制造，生产型号为“HK 101轻型履带摩托车（德語：Kleines Kettenkraftrad Typ HK 101）”。该车最初专为山地猎兵和空降猎兵开发，后因车体小巧、越野性强得到德国国防军各兵种的青睐，广泛应用于拖曳火炮、运输给养至牵引飞机等多种用途。从1940年起，这种小型的半履带车共生产了约8,345辆，其中大部分由内卡苏尔姆的纳苏工厂制造。不同于其他德国军车，该车在战后继续生产了550辆，直至1947年方才停产。

## 研发历史
民用半履带车的研发发端于20世纪20年代。1929年，德国工程师海因里希·克尼普坎普（后任德国陆军武器局六处总监，监督过三号、四号、豹式等坦克的开发工作）曾取得过农业专用的小型半履带拖拉机专利，为日后的设计奠定了基础。1938年，德国纳苏汽车公司开始设计一款具有高越野能力的小型拖拉机，准备销往林业和农业市场以取代落后低效的畜力和蒸汽拖拉机。初期研发工作基于克尼普坎普的成果展开，最终成就了别具一格的半履带摩托。:1
二战爆发后，纳苏被迫中止了农用半履带车的进一步研发，转而向德国军方推销军用化的可行性。军方起初并不看好这款小车，因为其拖曳能力只有乏善可陈的500（1,100英磅），但还是购买了测试用的70辆并着手改良。从木制模型到最终定型，整个研发过程中共制造了约11至13辆原型车。所有原型车都采用单轮在前、履带在后的设计，区别主要集中在前叉零件、车轮构造等细节:1。通过在测试中反复对比检讨，军用设计案逐渐臻于成熟。从1940年7月至1941年底，纳苏试制了500辆供实战测试的“0-系列（0-Serie）”样车。1941年6月5日，德国陆军正式批准HK 101定型投产，编号SdKfz 2:93。

## 设计特点

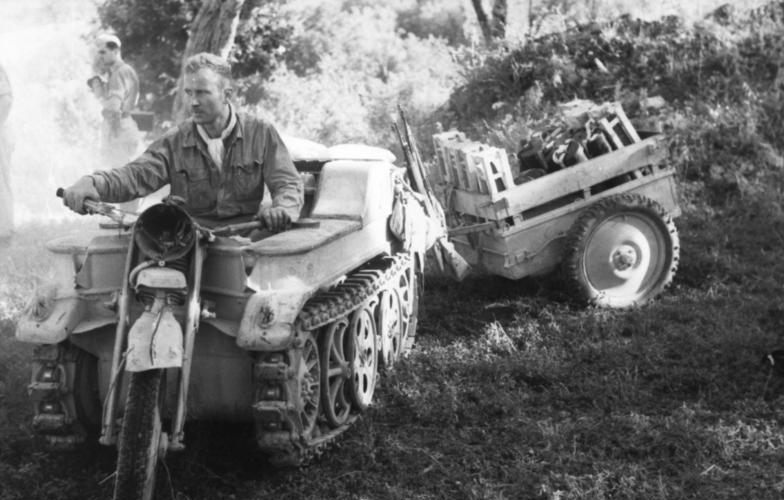
一辆挂载拖车的SdKfz 2，摄于1943年義大利战场。

SdKfz 2是一种混合了轮式和履带两种驱动方式的轻型载具，长3米、宽1米、高1.2米、重1.28吨。这一尺寸经过计算，以便装进当时德国空军的制式三引擎运输机Ju-52内:77。驾驶员位于车体前部，后部的船型车体内可朝后乘坐两人。车体由两段冲压钢板焊接而成，履带位于车体两侧。前半部车握把、前叉和轮毂总成相连，构成完整的转向机构。由于车体超过了履带的接地长度，前轮在越野时也起到一定的支撑作用。在转向机构与车体连接处，还设有一对高强度弹簧以吸收冲击。车头的挡泥板上带有车牌、大灯和诺泰克夜间管制灯，车尾安装海拉公司生产的尾灯:2。
握把与一组交叉的操纵杆相连，操纵杆的另一头连接着差速器上的鼓刹。该车的转向方式比较特别：当握把转动幅度较小时，会像普通的摩托车一样依靠前轮来转向；而当握把转动幅度超过12度时，握把会牵动操纵杆，通过鼓刹对转向侧的履带施加制动，此时车辆就会像坦克一样依靠两侧履带差速辅助转向。为防止转向过度，前叉上还装有防震阻尼器和摩擦阻尼器。整个前轮总成十分脆弱，极易受损，这一问题直到战争结束也没能解决:94。不过正因为其独特的转向机构，很多士兵发现该车其实完全可以在没有前轮的情况下正常行驶，但原廠并不建议这么做。:2
动力装置为一台欧宝公司生产的奥林匹亚四缸液冷汽油发动机，移植自该公司1937年出品的同名轿车，排量1.5升，输出36马力:38，平地最大时速可达80千米。发动机位于车体中央，紧挨驾驶员:74，上方是突出的空气滤清器，后部是散热器，两侧的车体内有总容量42升的油箱，可供行驶260千米（越野则为190千米），前方则与变速箱相连。变速箱共八速，分三个前进档和一个后退档，每档有平地或越野两速可调。马力通过最终减速器传递至车体前部的驱动轮。悬挂系统为扭杆式，每侧各有五个胶缘负重轮，呈交错排列。SdKfz 2拥有德国军车上最小的履带，仅17厘米宽。每侧履带共40节，每节由19个零件构成。履带有橡胶垫缓冲，并能加挂雪地用的防滑齿:157。精密复杂的悬挂系统为该车提供了优良的越野性能（可攀爬24度的斜坡）和舒适的驾乘体验，但制造与维护成本也相应地水涨船高。
SdKfz 2的载荷量为325千克，牵引能力450千克。为增加运输量，还可外挂一种名为Sd.Anh.1的双轮拖车。该拖车自重110千克，另能运载350千克的货物:13。SdKfz 2有两种亚型，都是电话线铺设车：SdKfz 2/1在空气滤清器的正上方装有两个大型野战电话线卷，SdKfz 2/2运载的则是电话交换机用的强化电缆:77。

## 服役历史

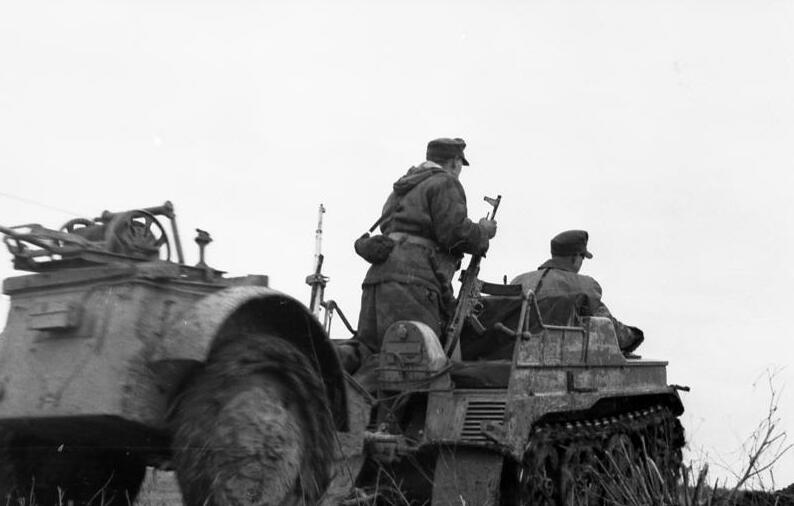
德國第1滑雪步兵師的士兵驾驶SdKfz 2/2铺设电话线，摄于1944年2月东线战场。

SdKfz 2的首次实战是随空降猎兵参与1941年的克里特岛战役，这也是该车唯一一次参与空降行动。由于此次行动代价高昂，希特勒下令禁止实施任何大规模空降作战，SdKfz 2从此失去了进一步施展潜能的舞台。此后，SdKfz 2主要作为后勤车辆，伴随已转为一般地面部队的空降猎兵行动。因表现突出，该车很快引起了德国陆军的兴趣，此后许多半履带摩托被陆军纳入麾下。
从1942年至1945年，SdKfz 2广泛活跃于北非、西线至东线等几乎所有战场。在巴尔干半岛和高加索山区战斗的德国山地猎兵尤其倚重这款摩托，原因在于其牵引能力足以拖曳山地猎兵最主要的几种火炮：GebFlak 38型20毫米高射炮、sPzB 41型28毫米反坦克炮以及GebG 36型75毫米山炮，同时又具备良好的越野性能，得以深入普通车辆难以涉足的崎岖地形。其他大部分的半履带摩托则部署在东线战场，从冰天雪地的冬季到泥泞难行的春季都能见到这种小车输送货物、运载士兵或是铺设电缆的忙碌身影。以第503重型坦克营1945年1月的编制为例，该营营部及后勤连共装备半履带摩托14辆，主要用于侦察目的:96。
到战争末期，德国空军手中的半履带摩托又承担了一项新任务：由于航空燃油极度稀缺，包括Me 262喷气式戰鬥機和Ar 234喷气式轟炸機在内，许多德军战机都需要由SdKfz 2从机库拖至跑道起飞，以节省滑跑时消耗的宝贵燃油:26。
总体而言，SdKfz 2就像其他德国军车一样是部复杂而娇贵的机器。在一切正常的情况下，该车性能出色，深受欢迎；但其差速器、散热器、悬挂系统等零部件必须定期维护保养才能正常运转，这在艰苦的战争环境下往往难以实现:8。至1944年，德国终于意识到SdKfz 2已经成为一种难以承受的奢侈，便开始逐步停止生产该车，剩余车辆继续在节节败退的德军中服役，直至战争结束:74。

## 生产情况

### 战时生产
大部分SdKfz 2由内卡苏尔姆的纳苏工厂制造，位于斯德丁的老牌汽车厂施特韦尔（Stoewer）也以授权生产的形式加入到车辆制造中。1942年12月20日的报告显示，当年共生产半履带摩托1,208辆。产量从1943年起开始提速，当年生产了2,450辆，1944年则生产了4,490辆。在1945年的生产规划中，纳苏每月需生产500辆带拖车的摩托，施特韦尔则生产300辆。
由于战局限制产能不足，后来包括SIMCA汽车公司在内，一些德占法国军管区内的法国工厂也在德国人的监管下参与生产。至二战结束时，各厂共生产SdKfz 2半履带摩托7,813辆。除了摩托车，纳苏公司也利用SdKfz 2的行走机构制造了50辆SdKfz 304遥控爆破车:93-94。纳苏公司还计划一款称为HK 102的改进型，全重2.25吨，发动机增强至2.0升65马力，车体更长可容纳五人、牵引能力更佳，但仅停留在设计阶段:74。

### 战后生产
战后的德国农林业百废待兴，汽车生产基本处于停滞状态，农民急需越野能力良好的小型农具，尽快恢复对农场和森林的经营管理。在这种背景下，盟国管制理事会于1946年规定半履带摩托不属于战争兵器，允许纳苏汽车公司重开HK 101的生产线，纳苏与德国土地林业局达成协议，以“林业拖拉机（Waldschlepper）”的名义生产750辆半履带摩托；生产工作一直持续至1947年，共有550辆“林业拖拉机”下线。这些战后生产的型号和战时版本唯一的不同就是用普通的车头大灯取代了军用的诺泰克夜间管制灯。与此同时，法国SIMCA公司下属Babiole车厂也在生产另一种SdKfz 2的改型，法国人保留了履带底盘，将车头与车尾对调，发动机用钢板罩起来并添加散热格栅，外形更类似传统的拖拉机；这种被称为“葡萄园拖拉机（Vignbole Tracteur）”的衍生型号共制造了数百台，许多保存至今的半履带摩托都是这种生产线延伸的产物。:9
进入50年代，德国开始重新武装，新生的西德联邦国防军同样需要一款可空投、越野性能优秀的轻型运兵车，设计工作再次交给纳苏汽车公司。纳苏提交的方案称为“山地越野车（Gebirgskarette）”，可视作SdKfz 2的全履带版，长3.1米、宽1.3米、高1.35米，由一台保时捷生产的水平对置四缸发动机驱动；纳苏从1957至1959年生产了三辆样车，并于1960至1962进行测试，结果令人失望，这款半履带摩托的现代改进型表现甚至不如它20年前的原型，因此未得到联邦国防军的任何订单便无疾而终。:9

## 现存车辆

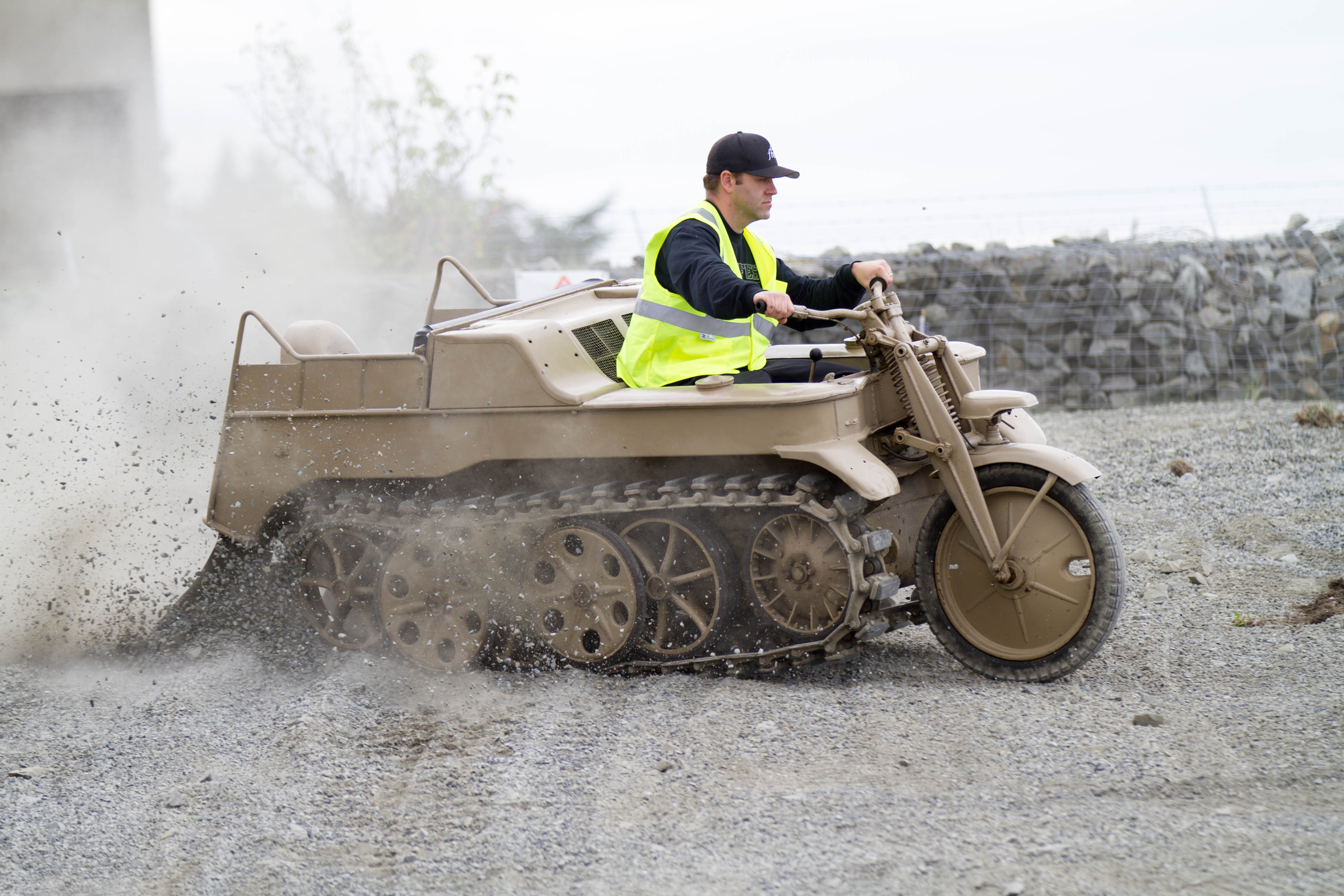
2015坦克节上亮相的SdKfz 2摩托，该活动由英国坦克博物馆举办。

相比其他二战德军军车，SdKfz 2的现存数量十分众多，截至2009年，仍有约500辆半履带摩托存世，此外人们不时还会从农场、森林或是沼泽中发现新车。庞大的保有量与1946年生产线重开以及该车多样的利用价值不无关系，战争结束后很长一段时间内，农民仍然继续使用这款小巧的摩托车，从而为博物馆和收藏家们提供大量状态良好的可选车辆；收藏价值与车辆状态及型号新旧有关，有时只需3000欧元便可购入一辆。与此同时，欧洲各地的厂商还在继续生产半履带摩托的零件：捷克公司生产车体和零部件、波兰生产履带、德国则生产轮胎，这些都为修复藏品提供充足的选择。:10-11

## 流行文化
因为保有量大，SdKfz 2时常出现在各种二战题材的电影电视剧中，其中最为出名的出镜当属1998年斯蒂芬·斯皮尔伯格导演、湯姆·汉克斯主演的美国电影《拯救雷恩大兵》。剧中美军以半履带摩托为诱饵，引诱德军进入埋伏圈，其表现出的高超机动性给许多观众留下了深刻印象:15。受此启发，日本漫画家在其2014年的末日幻想题材作品《少女終末旅行》中，也将SdKfz 2作为主角千都（也译作“千户”）和优梨（也译作“尤莉”）的主要交通工具。

### 登場作品一覽

#### 电影
- 拯救雷恩大兵

#### 特攝
- 幪面超人W

#### 動漫
- Schäferhund（日语：シェイファー・ハウンド）
- 少女終末旅行
- 噬血狂襲
- 南瓜剪刀

#### 遊戲
- 使命召喚：尖峰時刻
- 戰地風雲1942
- 戰地風雲5

#### 電視節目
- （2012年3月23日播出）

## 延伸阅读
- . Tankograd Publications. 2008: 64. ASIN B001HBAYFM.
- Abel, Friedhelm. . Schiffer Publishing, Ltd. 1991: 48. ISBN 978-0887403156.
- Koran, Frantisek; Starosta, Jiri. . Wings and Wheels Publications. 2002. ISBN 978-8086416182.